# Neceaiivka, Burîn
Neceaiivka (în ucraineană Нечаївка) este un sat în comuna Hvîntove din raionul Burîn, regiunea Sumî, Ucraina.

## Demografie
Componența lingvistică a localității Neceaiivka
     Ucraineană (95,69%)
     Rusă (4,31%)
Conform recensământului din 2001, majoritatea populației localității Neceaiivka era vorbitoare de ucraineană (95,69%), existând în minoritate și vorbitori de rusă (4,31%).